# Rodný list

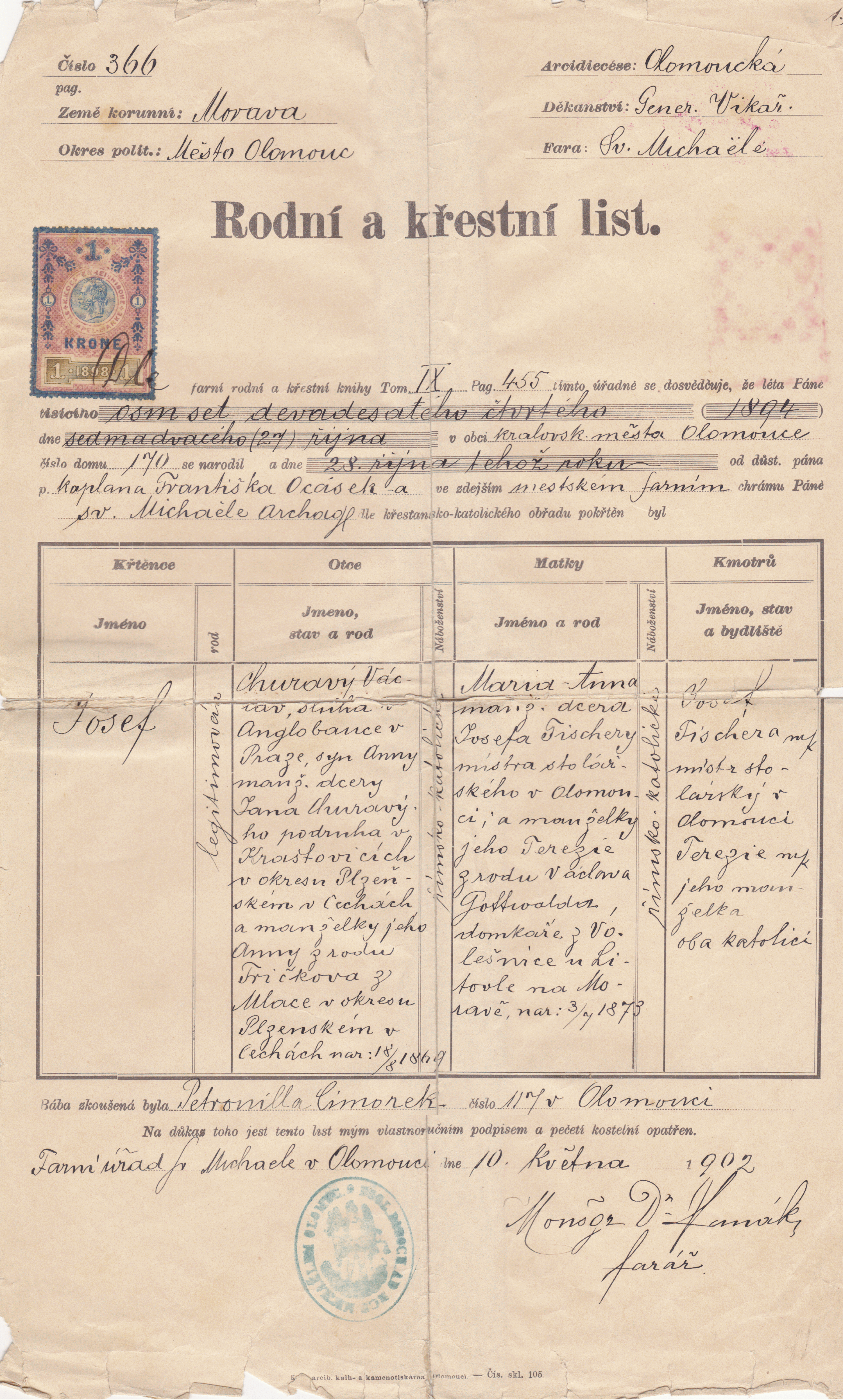
Rodný list

Rodný list (anglicky Birth certificate, německy Geburtsurkunde) je matriční doklad, potvrzující narození člověka a základní údaje o něm. Obsahuje zpravidla jméno a příjmení dítěte, datum a místo jeho narození, popřípadě také osobní identifikační údaj (v ČR rodné číslo), a údaje o rodičích.
Historicky se vyvinul z křestního listu (u křesťanů), který byl zprvu jen dokladem o křtu (včetně údajů o rodičích a kmotrech), ale později v něm byly uváděny také údaje o narození pokřtěného. Po přechodnou dobu byl dotyčný dokument označován také jako rodný a křestní list (přibližně v 30. a 40. letech 20. století).

## Česká republika
V České republice je rodný list vydáván matričními úřady, podkladem pro jeho vydání jsou údaje zapsané v tzv. knize narození. Narození se zapisuje do knihy narození toho matričního úřadu, v jehož územním obvodu došlo k narození dítěte, přičemž narození českých státních občanů v zahraničí se zapisuje do tzv. zvláštní matriky, kterou vede Úřad městské části Brno-střed.
Rodný list obsahuje jméno, popřípadě jména, a příjmení dítěte, den, měsíc a rok narození, rodné číslo, místo narození a pohlaví dítěte, jména, příjmení, popřípadě rodná příjmení, datum a místo narození a rodná čísla rodičů dítěte; v případě osvojení dítěte se namísto uvedených údajů o rodičích dítěte uvádějí tyto údaje o osvojiteli, popřípadě osvojitelích dítěte, datum, jméno, příjmení a podpis matrikáře, označení matričního úřadu a otisk razítka matričního úřadu, který doklad vydává.
Až do doby vydání občanského průkazu, tedy od narození nejpozději do 15 let věku, slouží pro dotyčného jako jeho hlavní osobní doklad. Je podkladem pro vydání oddacího listu.

### Galerie

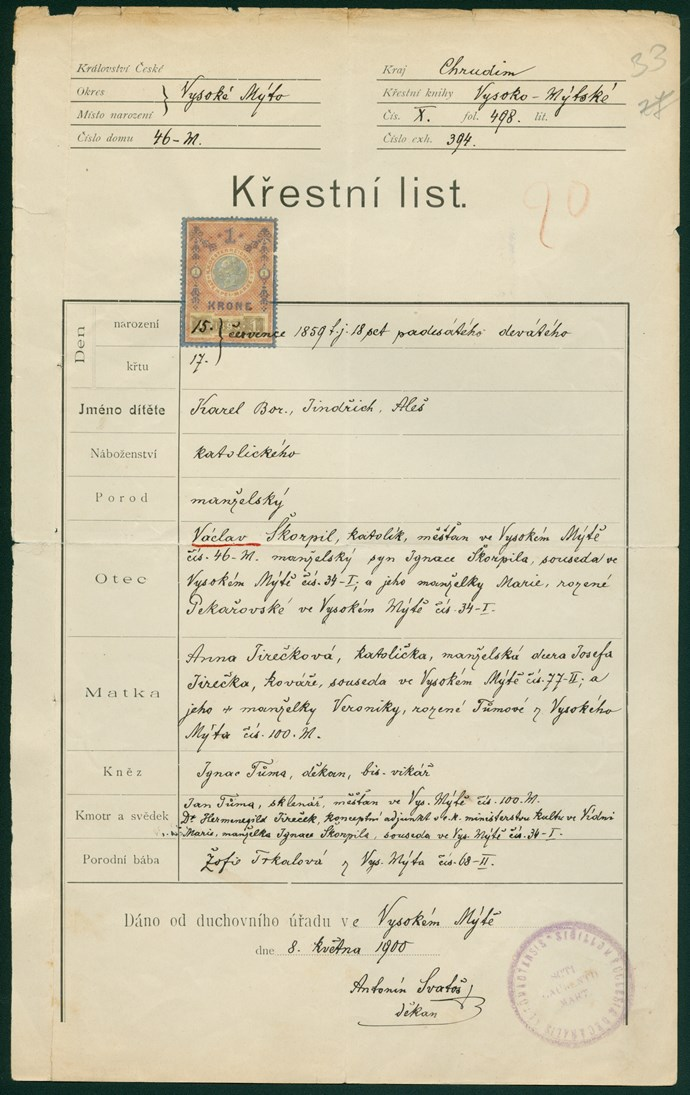
Křestní list Karla Škorpila
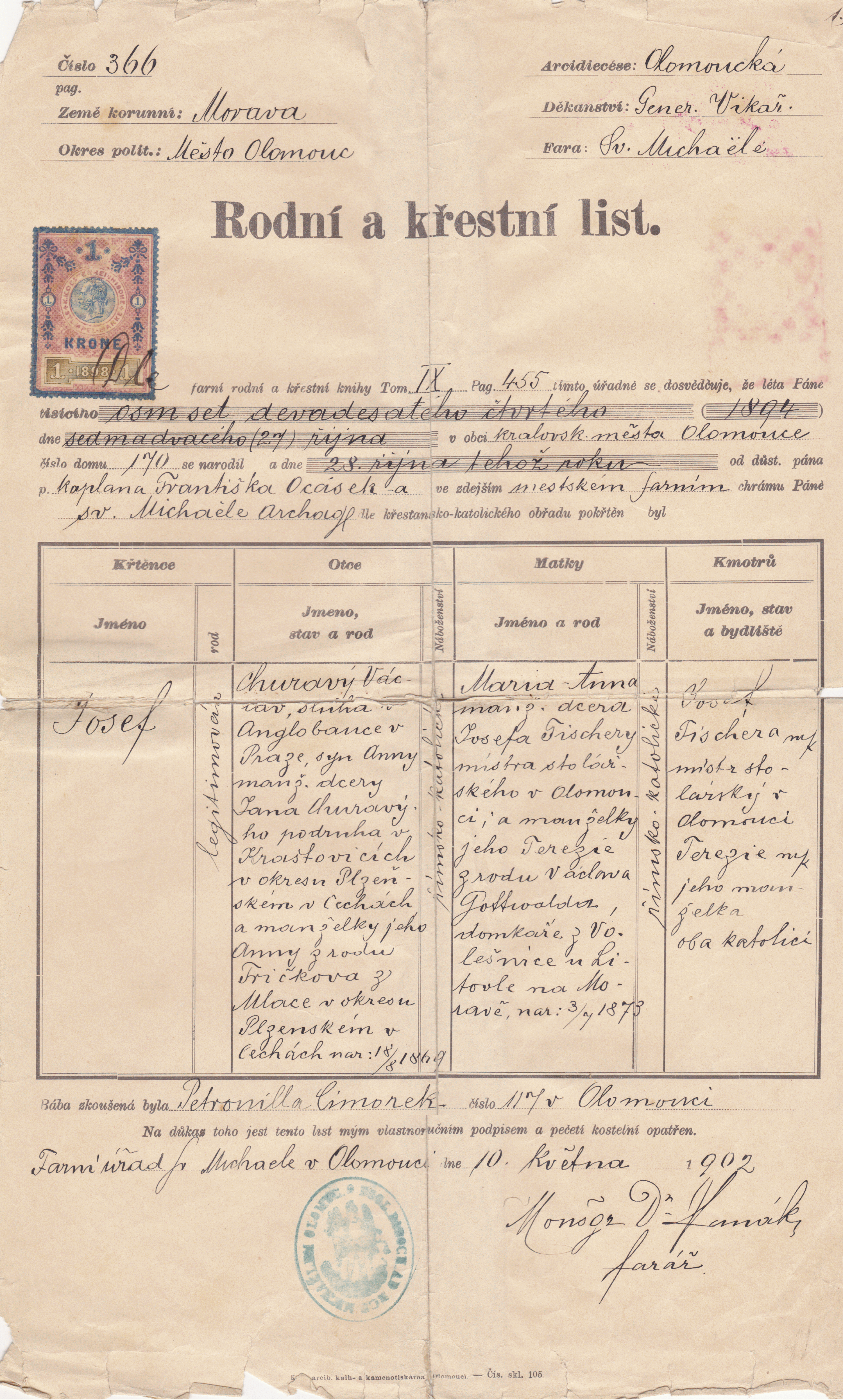
Rodný a křestní list Josefa Churavého
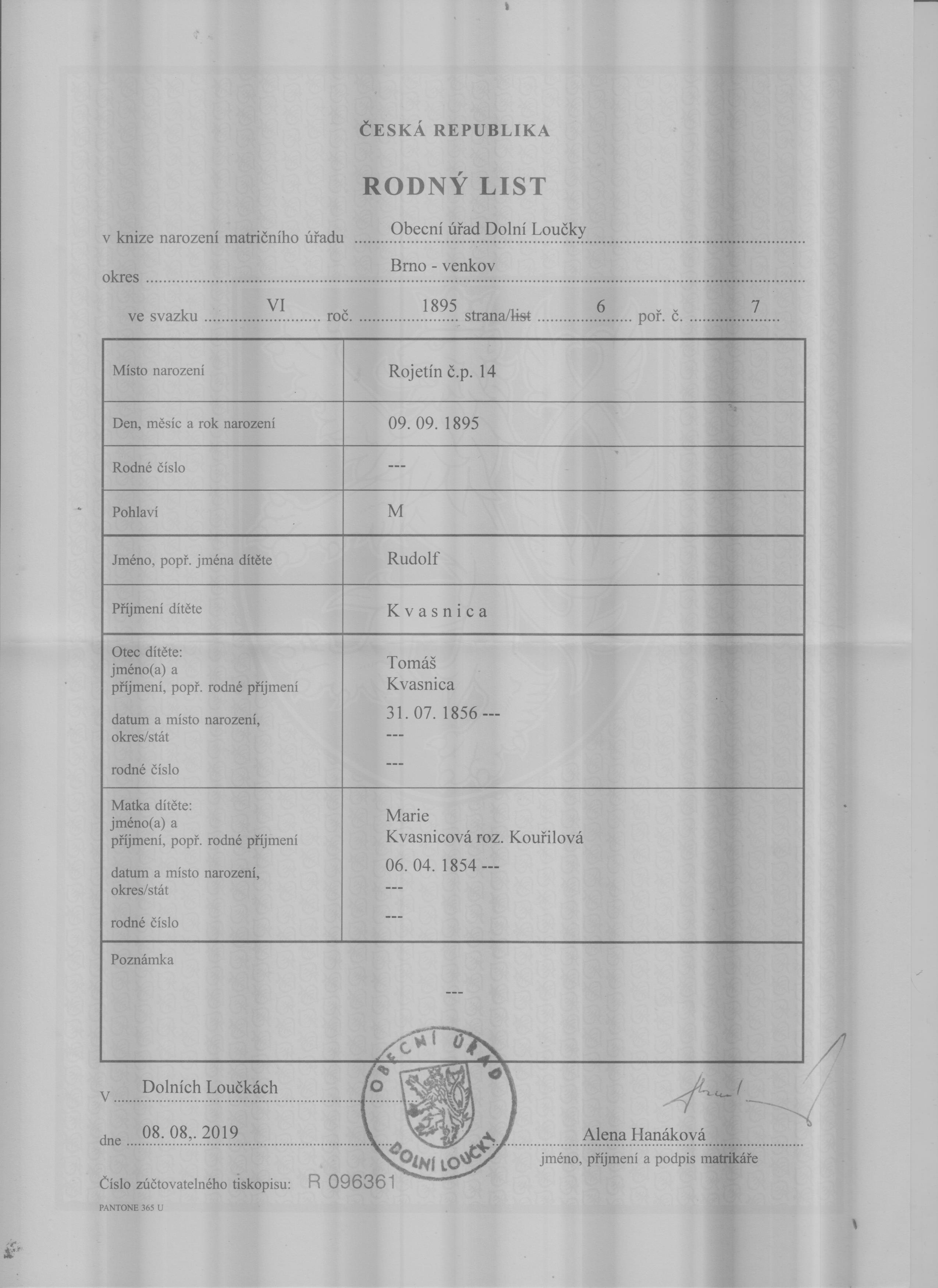
Rodný list Rudolfa Kvasnici - opis z roku 2019
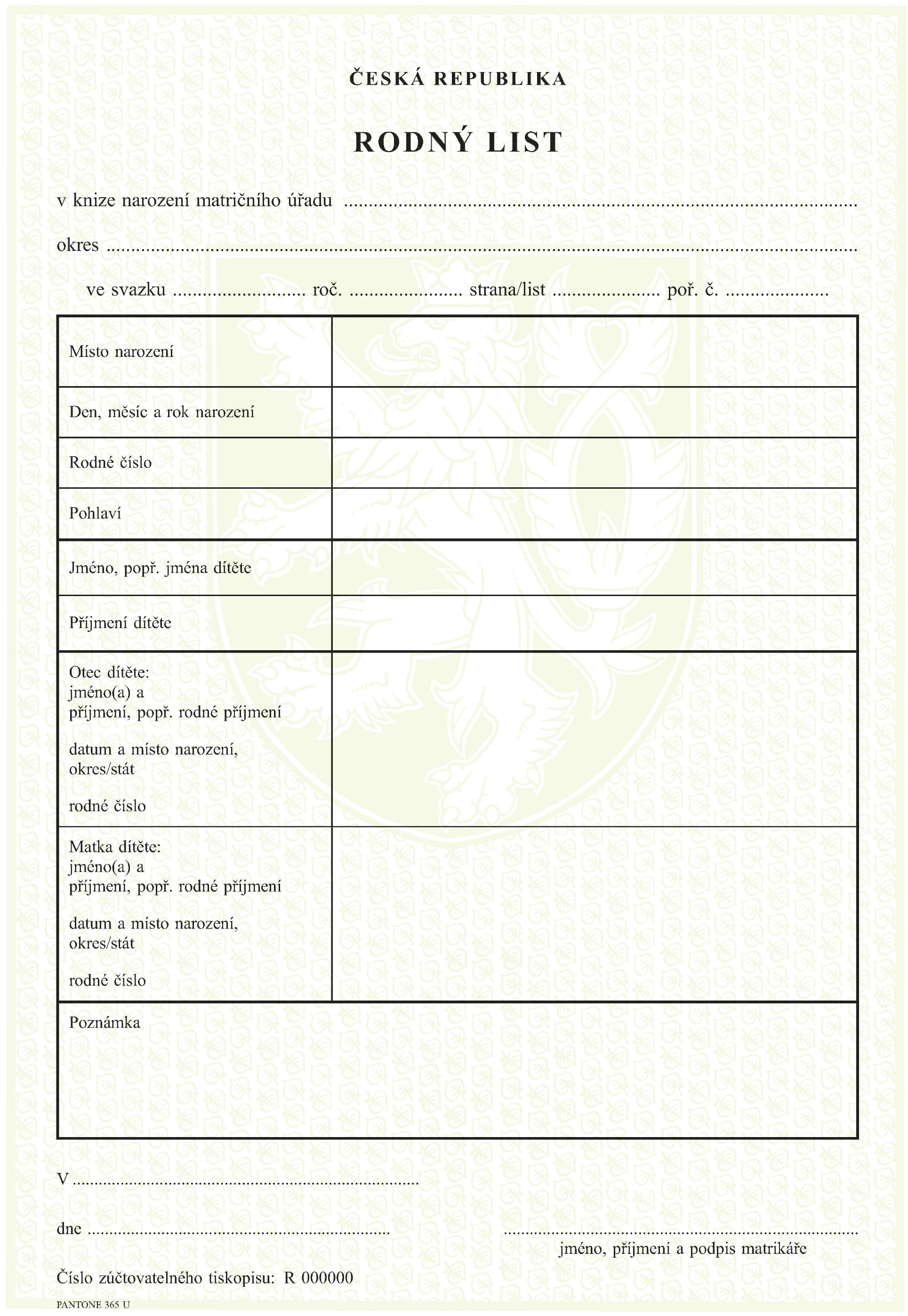
Aktuálně platný vzor rodného listu (2023)